# Świniec (województwo wielkopolskie)
Świniec – wieś w Polsce położona w województwie wielkopolskim, powiecie kościańskim, gminie Krzywiń.
W okresie Wielkiego Księstwa Poznańskiego (1815–1848) miejscowość wzmiankowana jako Świniec należała do wsi większych w ówczesnym pruskim powiecie Kosten rejencji poznańskiej. Świniec należał do majątku Jerka, którego właścicielem był wówczas (1846) rząd pruski w Berlinie (w Jerce znajdował się urząd pruski). W skład majątku Jerka wchodziło łącznie 16 wsi. Według spisu urzędowego z 1837 roku Świniec liczył 135 mieszkańców, którzy zamieszkiwali 16 dymów (domostw).
W latach 1975–1998 miejscowość położona była w województwie leszczyńskim.
Sołtysem od 2018 jest Andrzej Leonarczyk.
W Świńcu urodził się Stanisław Owsianny - kapitan lekarz rezerwy Wojska Polskiego, kawaler Krzyża Walecznych, ofiara zbrodni katyńskiej.